# هسته حلزونی مغز
ساختار حلزون‌های هسته‌ای (CN) شامل دو رشته عصبی هسته‌ای جمجمه در ساقه مغز انسان است: هسته حلزون شکمی (VCN) و هسته حلزون پشتی(DCN). هسته حلزون شکمی لایه‌لایه نیست در حالی که هسته حلزون پشتی لایه‌لایه است. الیاف عصب شنوایی به صورت الیافی به عصب شنوایی می‌رود و اطلاعات از گوش داخلی به حلزون گوش در همان سمت سر به سمت ریشه عصب در هسته حلزون شکمی حمل می‌شود.
در ریشه عصب الیاف به هسته حلزون شکمی و لایه عمیق از هسته حلزون پشتی می‌رود. تمام اطلاعات آکوستیک از طریق هسته حلزونی وارد مغز می‌شوند که در آن پردازش صوتی اطلاعات آغاز می‌شود. خروجی‌ها از هسته حلزون در مناطق بالاتر از ساقه مغز دریافت می‌شوند.

## نگارخانه

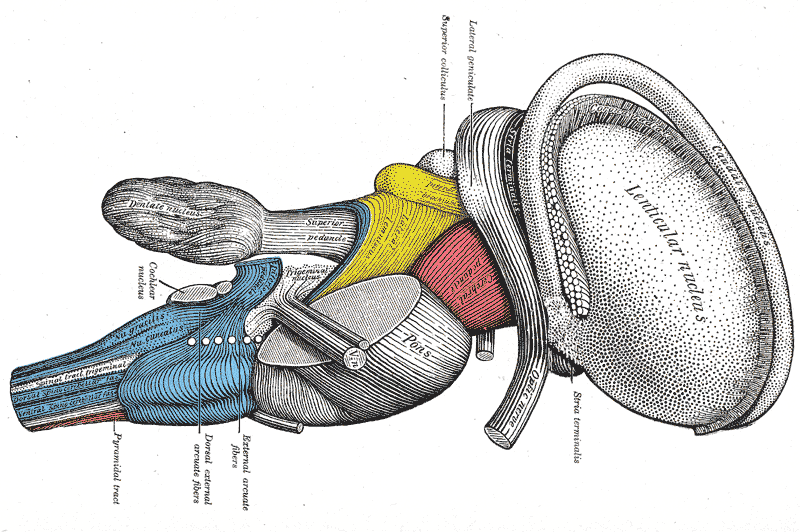
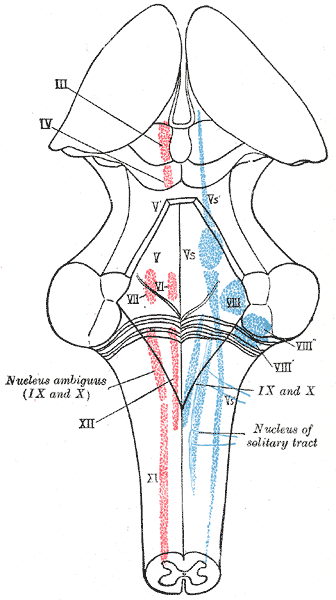
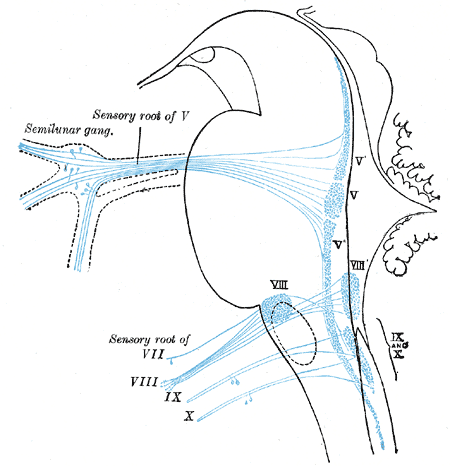
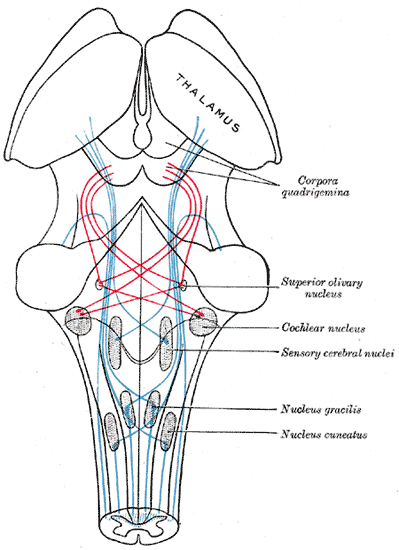